# Комарівка (Шепетівський район)
Комарі́вка — село в Україні, у Крупецькій сільській громаді Шепетівського району Хмельницької області. Населення становить 266 осіб.

## Символіка

### Герб
Щит перетятий уступом справа на лазурове і срібне поля; поверх усього млинове колесо. Щит вписаний у декоративний картуш і увінчаний золотою сільською короною. Унизу картуша напис «КОМАРІВКА».

### Прапор
Квадратне полотнище поділене посередині уступом справа на синє і біле поля; поверх усього червоне млинове колесо.

### Пояснення символіки
Герб означає історичні водяні млини Комарівки, що існували на річці Горинь. На прапорі повторюються кольори і фігури герба.

## Історія
Наприкінці 16 століття князь Костянтин Василь Острозький заснував на місці теперішньої Комарівки, на лівому березі Горині Свято-Михайлівський чоловічий монастир. Монастир побудований на насипній гряді, серед зелених луків, первісна довжина якої сягала 375 метрів. Центром обителі був Свято-Георгієвський храм.
Наприкінці 18 — на початку 19 століття входила до єдиного господарського комплексу Кривинської волості, якою тоді майже повністю володіли Яблоновські.
На кінець 19 століття у селі 108 будинків і 593 жителів. Селяни займалися, крім рільництва, вирубом дерева до сплаву і рибальством. На ґрунтах села на берегах Горині виступала гончарська глина. В селі функціонували водяний млин і ґуральня.
Князь Роман Дем'ян Сангушко збудував в селі підприємство з виробництва паперу, яке давало на кінець 19 — початок 20 століття продукції на 100 тисяч рублів.
За переписом 1911 року 815 жителів, ґуральня з продукцією 26030 відер горілки на рік.
7 (20) листопада 1917 року, відповідно до Третього Універсалу Української Центральної Ради, увійшло до складу Української Народної Республіки.
В повоєнні роки за селом Комарівка були виявлені родовища вапняку де тривалий час працювало виробництво по випалюванню вапна, була збудована початкова школа, до 1970 року в селі Комарівка розташовувався бригадний відділок колгоспу імені Куйбишева.

## Населення
Згідно з переписом УРСР 1989 року чисельність наявного населення села становила 496 осіб, з яких 199 чоловіків та 297 жінок.
За переписом населення України 2001 року в селі мешкало 266 осіб.
Станом на 1 січня 2011 року в селі проживало 211 осіб. З яких дітей дошкільного віку — 16, шкільного — 13, громадян пенсійного віку — 111. Кількість працюючих громадян — 190.

### Мова
Розподіл населення за рідною мовою за даними перепису 2001 року:
| Мова       | Відсоток |
| ---------- | -------- |
| українська | 97,37 %  |
| російська  | 2,63 %   |

## Галерея

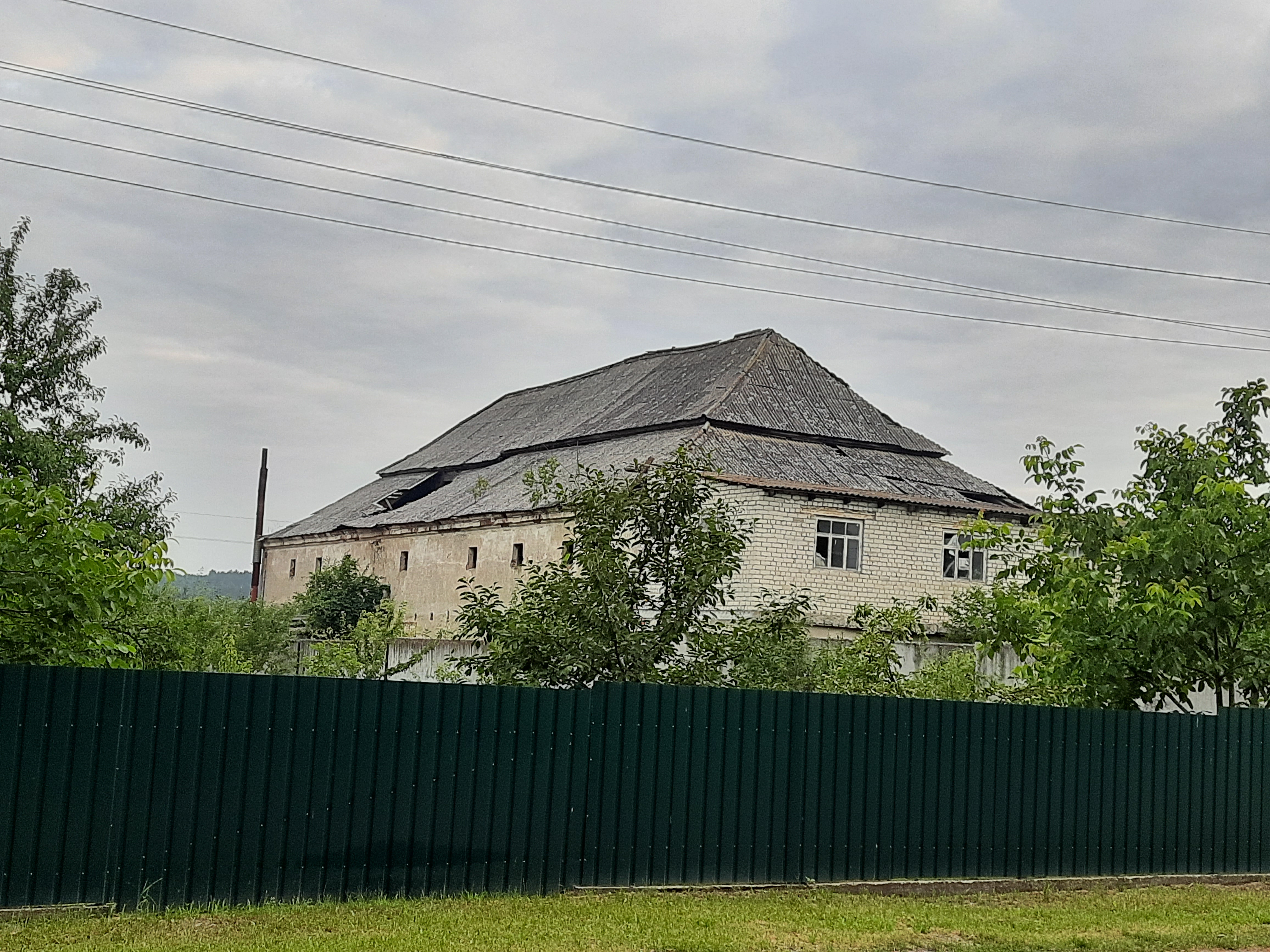
Будівля старої в'язниці
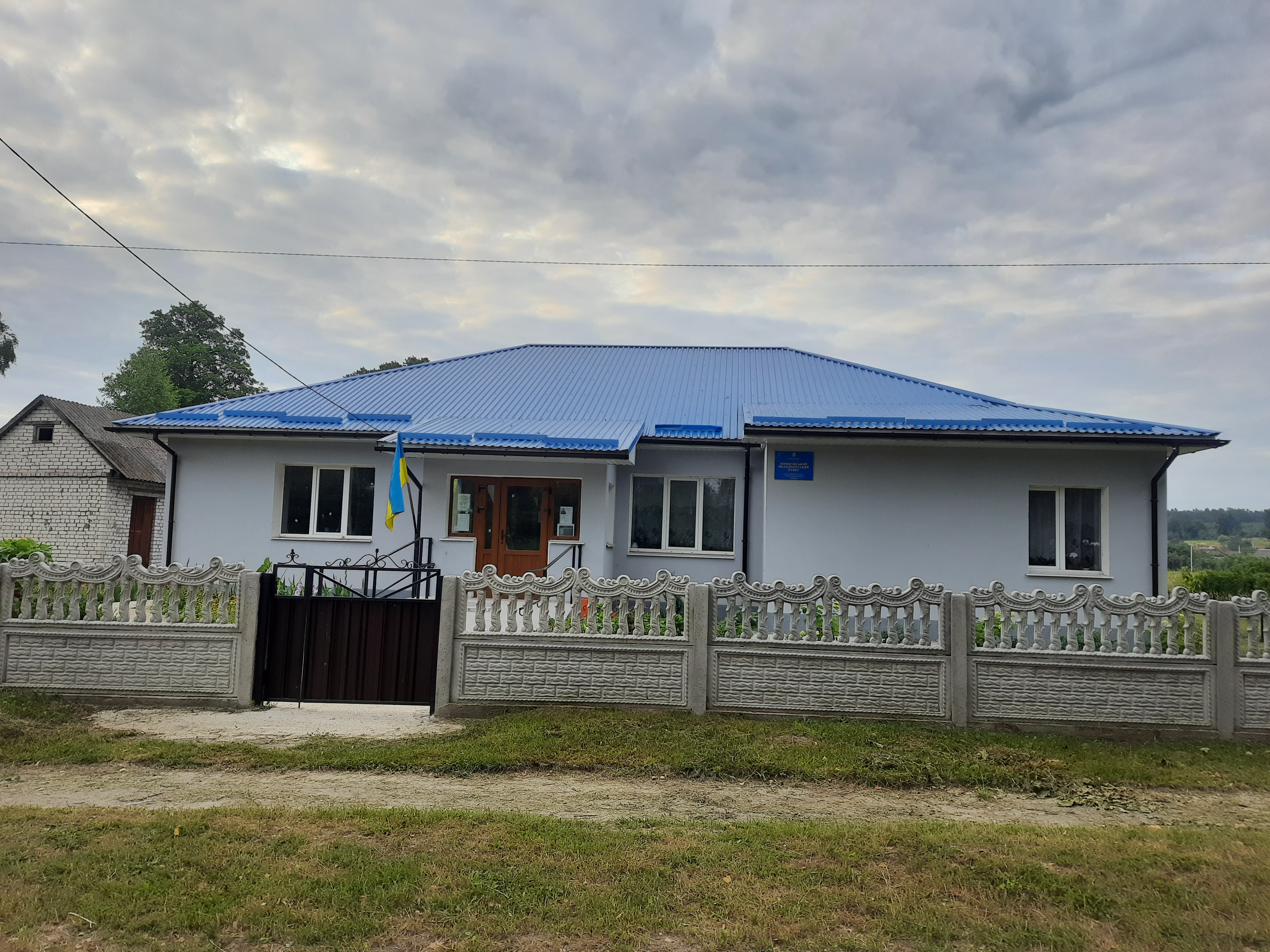
Фельдшерсько - акушерський  пункт
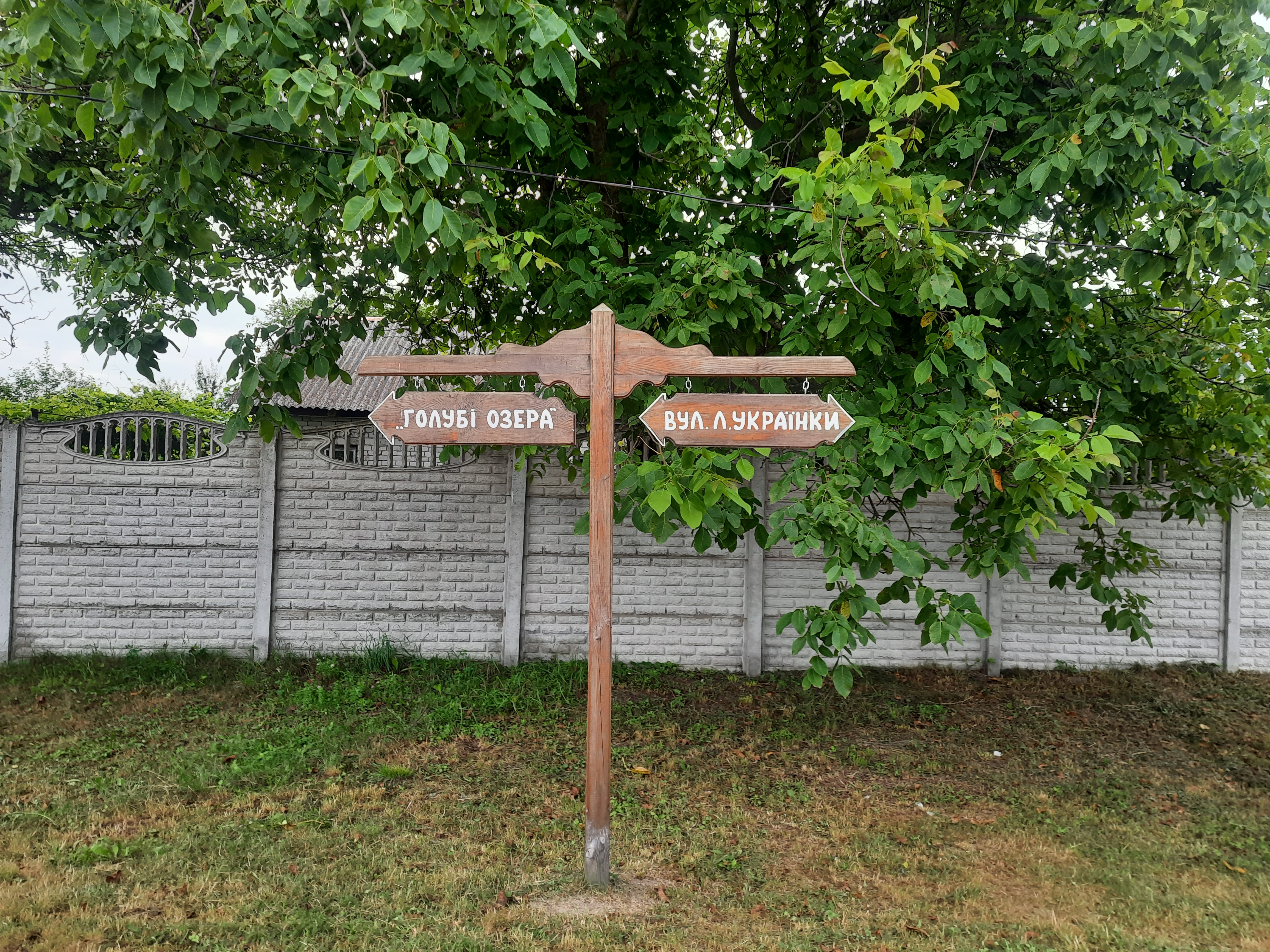
Вуличний вказівник
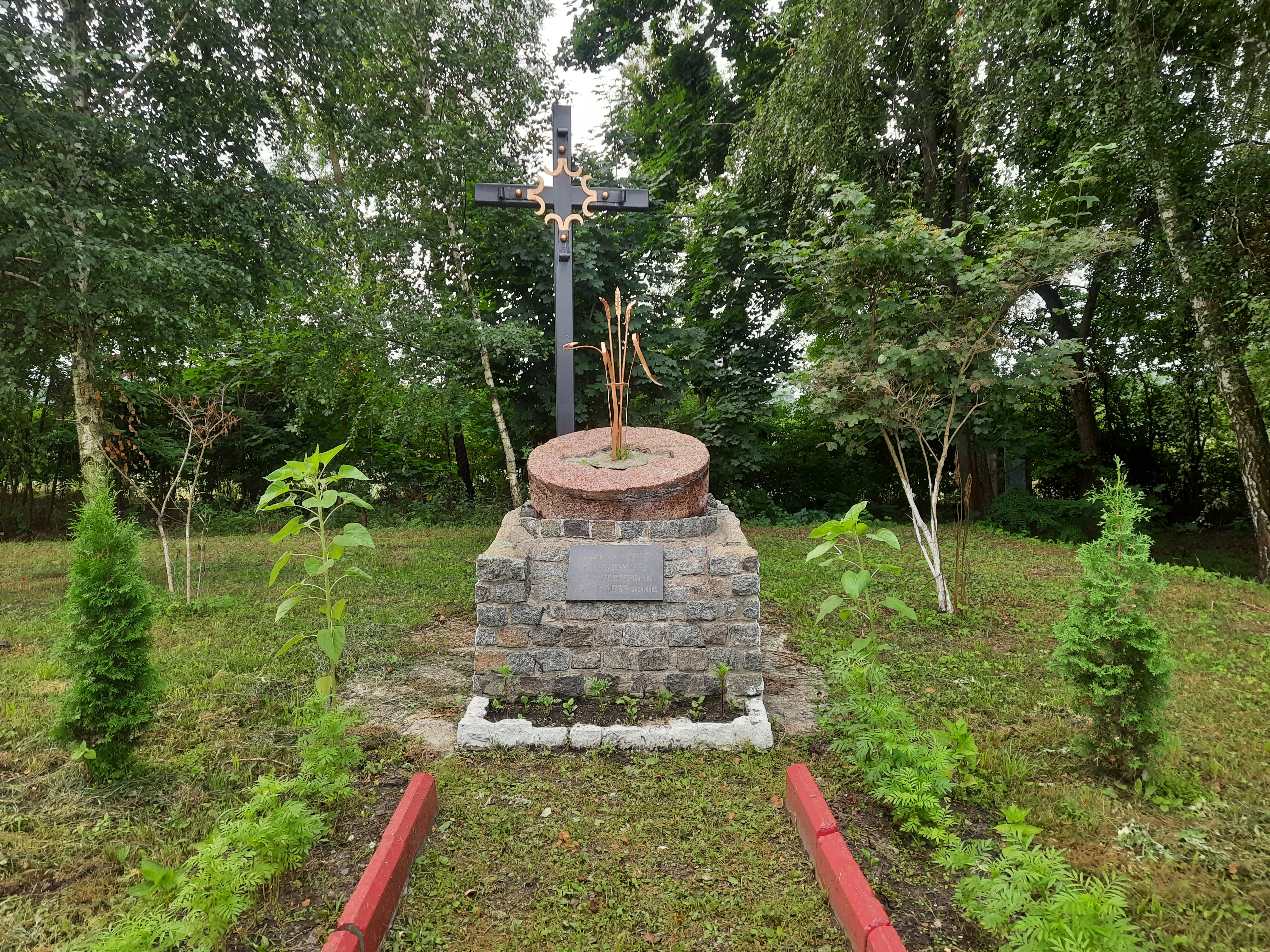
Пам'ятний знак жертвам голодомору